# MTV Australia Awards
Die MTV Australia Awards, die im Jahre 2005 starteten, sind Australiens erste Awards, die nationale wie internationale Darstellungen ehren.

## Orte
- 3. März 2005 – Luna Park, (Sydney), Gastgeber waren The Osbournes
- 12. April 2006 – Acer Arena (früher Sydney SuperDome), Gastgeber war Ashlee Simpson

## Award Kategorien
- Bester männlicher Künstler (Best Male Artist)
- Bester weiblicher Künstler (Best Female Artist)
- Bester Newcomer Australiens (Spankin’ New Aussie Artist)
- Beste Gruppe (Best Group)
- Bestes Tanzvideo (Best Dance Video)
- Bestes Pop-Video (Best Pop Video)
- Bestes Rock-Video (Best Rock Video)
- Bestes R&B-Video (Best R&B Video)
- Song des Jahres (Song of the Year)
- Video des Jahres (Video of the Year)
- Zuschauerwahl (Viewers Choice)
- Supernova Award
- VH1 Music First Award
- Free Your Mind Award

## Award Gewinner

### 2005
- Best Male Artist: Shannon Noll
- Best Female Artist: Delta Goodrem
- Breakthrough Artist: Missy Higgins
- Best Group: Green Day
- Best Dance Video: Usher – Yeah!
- Best Pop Video: Guy Sebastian – Out with My Baby
- Best Rock Video: Green Day – American Idiot
- Best R&B Video: The Black Eyed Peas – Hey Mama
- Sexiest Video: The Black Eyed Peas – Hey Mama
- Best Dressed Video: Gwen Stefani – What You Waiting For?
- Video of the Year: The Dissociatives – Somewhere down the Barrel
- Pepsi Viewers Choice: Delta Goodrem
- Supernova: Evermore
- VH1 Music First: Cher
- Free Your Mind: AusAID

### 2006
- Best Male Artist – Shannon Noll
- Best Female Artist – Ashlee Simpson
- Spankin' New Aussie Artist – The Veronicas
- Best Group – Green Day
- Best Dance Video – Rogue Traders – Voodoo Child
- Best Pop Video – Ashlee Simpson – Boyfriend
- Best Rock Video – The Darkness – One Way Ticket
- Best R&B Video – Chris Brown – Run It!
- Best Hip-Hop Video – Snoop Dogg – Drop It Like It's Hot
- Album of the Year – Bernard Fanning – Tea and Sympathy
- Song of the Year – James Blunt – You're Beautiful
- Video of the Year – The Veronicas – 4ever
- Viewers Choice – Anthony Callea
- Free Your Mind Award – Peter Garrett

### 2007
- Best Male Artist – Shannon Noll
- Best Female Artist – Pink
- Spankin' New Aussie Artist – Teddy Geiger
- Best Group – Red Hot Chili Peppers
- Best Dance Video – Fedde Le Grand – Put You Hands Up for Detroit
- Best Pop Video – Guy Sebastian – Elevator Love
- Best Rock Video – 30 Seconds to Mars – The Kill (Bury Me)
- Best Hip-Hop Video – Snoop Dogg feat. R. Kelly – That's That
- Album of the Year – Evanescence – The Open Door
- Video of the Year – 30 Seconds to Mars – The Kill (Bury Me)
- Viewers Choice – Good Charlotte – Keep Your Hands Off My Girl
- Sexiest Video – Fergie – Fergalicious
- Download of the Year – Pink – Who Knew
- Best Hook Up – Justin Timberlake feat. Timbaland – SexyBack